# Parosphromenus harveyi
Паросфромен Гарві (Parosphromenus harveyi) — тропічний прісноводний вид риб з родини осфронемових (Osphronemidae), підродина макроподові (Macropodusinae).
Свою назву він отримав на честь британського акваріуміста Віллі Гарві (англ. Willi Harvey, 1916—2013), спеціаліста з коропозубих та лабіринтових риб.
Перший опис Parosphromenus harveyi, зроблений Барбарою Браун (англ. Barbara Brown) в акваріумному журналі Aquarist and Pondkeeper за червень 1987 року — це, як і у випадку з P. allani, лише оголошення про відкриття нового виду, яке не містить точної таксономічної інформації та інформації про типовий зразок (голотип). 1984 року подружжя Браунів (англ. Barbara and Allan Brown) законсервувало й відправило на зберігання деякі зразки P. harveyi. Пітер Нг (англ. Peter Ng) позначив їх як синтипи, а 2005 року Моріс Коттела (фр. Maurice Kottelat) та Пітер Нг обрали один із них як лектотип. Повноцінний опис виду станом на 2020 рік так і не був опублікований.
Всередині роду Паросфромен виділяється так звана група видів P. harvey, яка вражає своєю однорідністю. Група включає P. harveyi, P. bintan, P. alfredi, P. opallios, P. rubrimontis, P. tweediei та багато інших локальних, ще науково не описаних форм. Їхня диференціація є складною й суперечливою. Ці види розрізняються лише забарвленням, морфологічні ж показники є більш-менш однаковими або діапазони значень перетинаються.

## Опис
Максимальна загальна довжина 4,0 см.
У спинному плавці 11-13 твердих і 5-7 м'яких променів (всього 17-18), в анальному 11-13 твердих і 8-11 м'яких променів (всього 20-22). Хвостовий плавець округлий, задні промені спинного плавця сягають хвостового, нитчастий кінчик черевного плавця довший за сам плавець.
Малюнок на тілі складається з горизонтальних темних та світлих смуг, що чергуються. У самців спинний, анальний та хвостовий плавці ближче до краю мають чорну смугу, обмежену з обох боків блакитними блискучими смужками, внутрішня з яких є помітно товщою. Особливо широкою є чорна смуга на хвостовому плавці, вона ширша, ніж у більшості інших схожих видів паросфроменів. Іншою характерною ознакою самців P. harveyi є повна відсутність у них червоного забарвлення. Черевні плавці виблискують блакитним кольором, грудні плавці безбарвні.
З настанням шлюбного періоду інтенсивність кольорів у самця посилюється. Контрастна палітра на їхніх розправлених плавцях та рефлекторний ефект забарвлення візуально збільшують контури тіла.
Самки виглядають не так гарно, як самці. Вони не мають яскравих блакитних смуг на плавцях, а самі плавці в них прозорі й мають коричнюватий відтінок. Під час нересту самки втрачають більшу частину елементів свого забарвлення й стають блідо-жовтими.
Ризик сплутати самців Parosphromenus harveyi з іншими видами паросфроменів низький, натомість відрізнити самок від інших круглохвостих видів буває проблематично. Ідентифікація останніх навряд чи можлива без точних вимірювань.

## Поширення
Вид поширений у Західній Малайзії, в зоні торфових болотних лісів Селангору та південного Пераку.
Типовий мешканець так званих «чорних вод», які відрізняються низькими показниками pH і майже повною відсутністю розчинених мінералів. Разом із паросфроменом Гарві тут мешкають Betta livida, шоколадні гурамі, а ще дрібні коропові — барбуси та расбори.
Загроза існуванню виду дуже висока. Значна частина торфових болотних лісів в Селангорі вже осушена й перетворена на плантації товарних культур. Паросфромен Гарві змушений виживати в залишкових чорноводних водоймах, які ще збереглися в острівцях реліктових джунглів. Його наявність засвідчена лише в чотирьох відомих місцях, а орієнтовна територія поширення становить 733 км². Parosphromenus harveyi зберігся переважно на заповідній території «Селангорський ліс» (англ. Selangor Forest). Але, незважаючи на захищений статус цієї території, значна її частина вже перетворена на плантації. Жодних природоохоронних заходів, спрямованих на збереження виду не проводиться.

## Розмноження

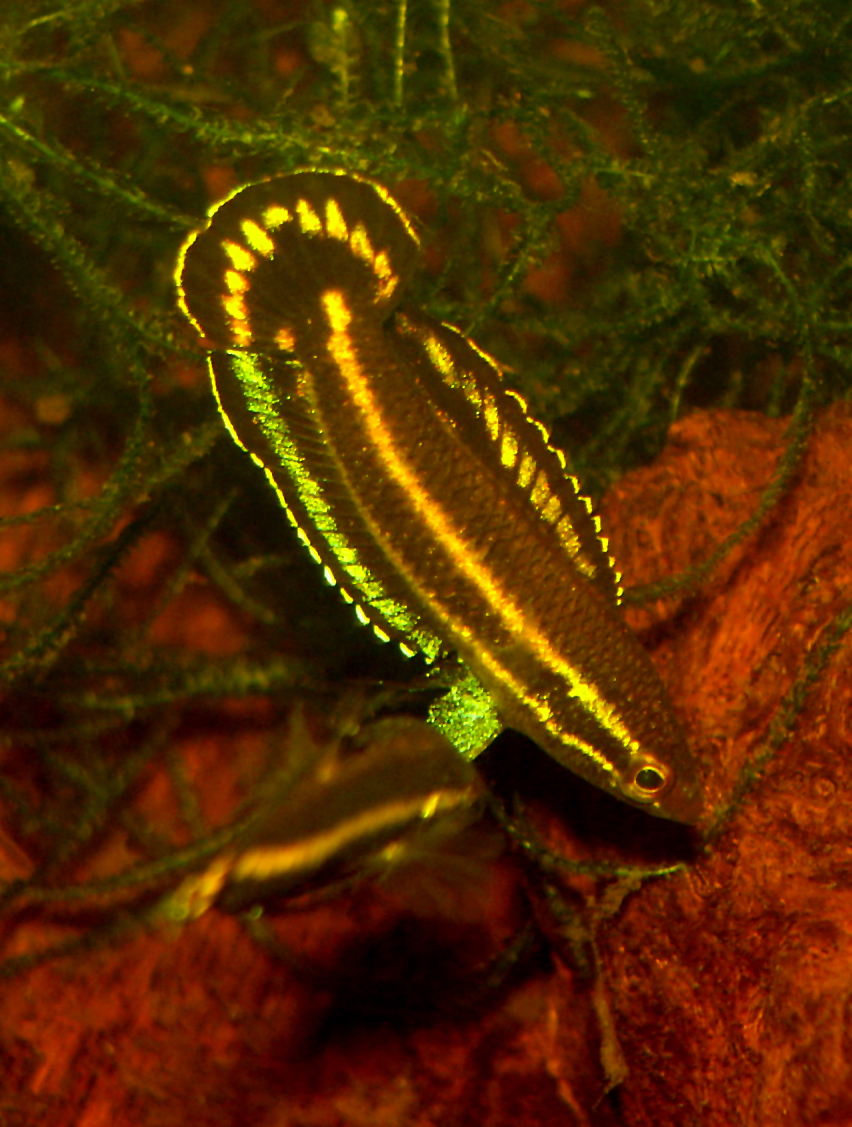
Самець P. harveyi під час залицяння.

Під час нересту самці займають невеличкі території навколо маленької печерки на дні, де власне й відбуватиметься нерест.
У всіх представників групи Parosphromenus harveyi самці залицяються в положенні головою донизу. При цьому вони повністю розкривають плавці, демонструючи всю свою красу. Спостерігається гойдання тіла вгору-вниз, а очі обертаються навколо своєї осі.
Гніздо з піни в паросфромена Гарві зазвичай складається всього з декількох бульбашок. Кладка середнього розміру, часто містить більше 40 ікринок. Після закінчення нересту самка залишає печеру, а самець лишається піклуватись про кладку та виводок.

## Утримання в акваріумі
Паросфомени Гарві вперше з'явилися в Європі в 1984 та 1985 роках; тоді їх завезли Алан і Барбара Брауни. Вид дуже рідко зустрічається в акваріумній торгівлі. Більшість риб, поширених серед любителів, походить з приватного імпорту. Вид не для початківців.

## Відео
- Parosphromenus harveyi "Selangor forest" на YouTube by Daves
- Parosphromensu harveyi in the wild на YouTube by Aidil Mohd Shameem
- Parosphromenus harveyi: underwater footage of p.harveyi natural habitat на YouTube by Aidil Mohd Shameem